# Jednostki atomowe
Jednostki atomowe – system jednostek w którym wiele wielkości fizycznych związanych ze strukturą atomową materii wyraża się jako ich proste wielokrotności.
Wielkości – stałe fizyczne lub ich kombinacje – stanowiące podstawę systemu jednostek atomowych:
- {\displaystyle m_{e}} – masa spoczynkowa elektronu ≈ 9,1093897·10−31 kg,
- {\displaystyle e} – ładunek elementarny (ładunek elektronu) ≈ 1,60217733·10−19 C
- {\displaystyle \hbar ={\frac {h}{2\pi }}} – jednostka momentu pędu ≈ 1,05457266·10−34 J·s
- {\displaystyle 4\pi \epsilon _{0}} – przenikalność elektryczna próżni razy 4π

Oprócz nich wykorzystuje się inne stałe fizyczne, jak:
- stała struktury subtelnej {\displaystyle \alpha } ≈ 7,297352568(24)·10−3
- prędkość światła w próżni, {\displaystyle c} = 299792458 m/s – jest to wartość dokładna, definicyjna.

## Jednostki atomowe
- {\displaystyle a_{o}={\frac {4\pi \epsilon _{0}\hbar ^{2}}{m_{e}e^{2}}}} – promień Bohra (jednostka długości atomowej) (Bohr) ≈ 0,529177249(24)·10−10 m
- {\displaystyle v_{B}=\alpha c} – jednostka szybkości ≈ 2,18769142(10)·106 m/s
- {\displaystyle E_{h}={\frac {\hbar ^{2}}{m_{e}a_{o}^{2}}}} – jednostka energii (Hartree) ≈ 4,3597482(26)·10−18 J ≈ 27,2113845(23) eV
- {\displaystyle \tau _{0}={\frac {\hbar }{E_{h}}}} – jednostka czasu ≈ 2,418884326555(53)·10−17 s
- {\displaystyle \mu _{B}={\frac {e\hbar }{2m_{e}}}} – jednostka magnetycznego elementu dipolowego (magneton Bohra) ≈ 9,2740154(31)·10−24 J/T
- {\displaystyle d_{0}=ea_{0}} – jednostka elektrycznego elementu dipolowego ≈ 8,4783579(26)·10−30 C·m

## Zastosowanie jednostek atomowych
Ze względu na fakt, że w jednostkach {\displaystyle m_{e}=e=\hbar =1} jednostki te są używane w fizyce atomowej oraz fizyce ciała stałego, gdzie najczęściej używane wielkości wyrażone w jednostkach atomowych są bliskie jedności. Dodatkowo w rachunkach we wzorach analitycznych można podczas obliczeń pominąć {\displaystyle m_{e},e,\hbar .}